# Candombe

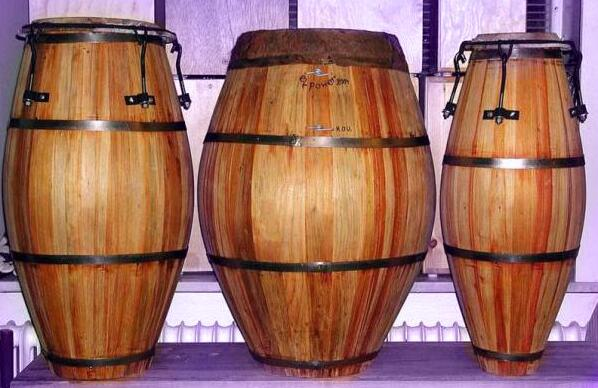
Tambores de candombe: repique, piano e chico

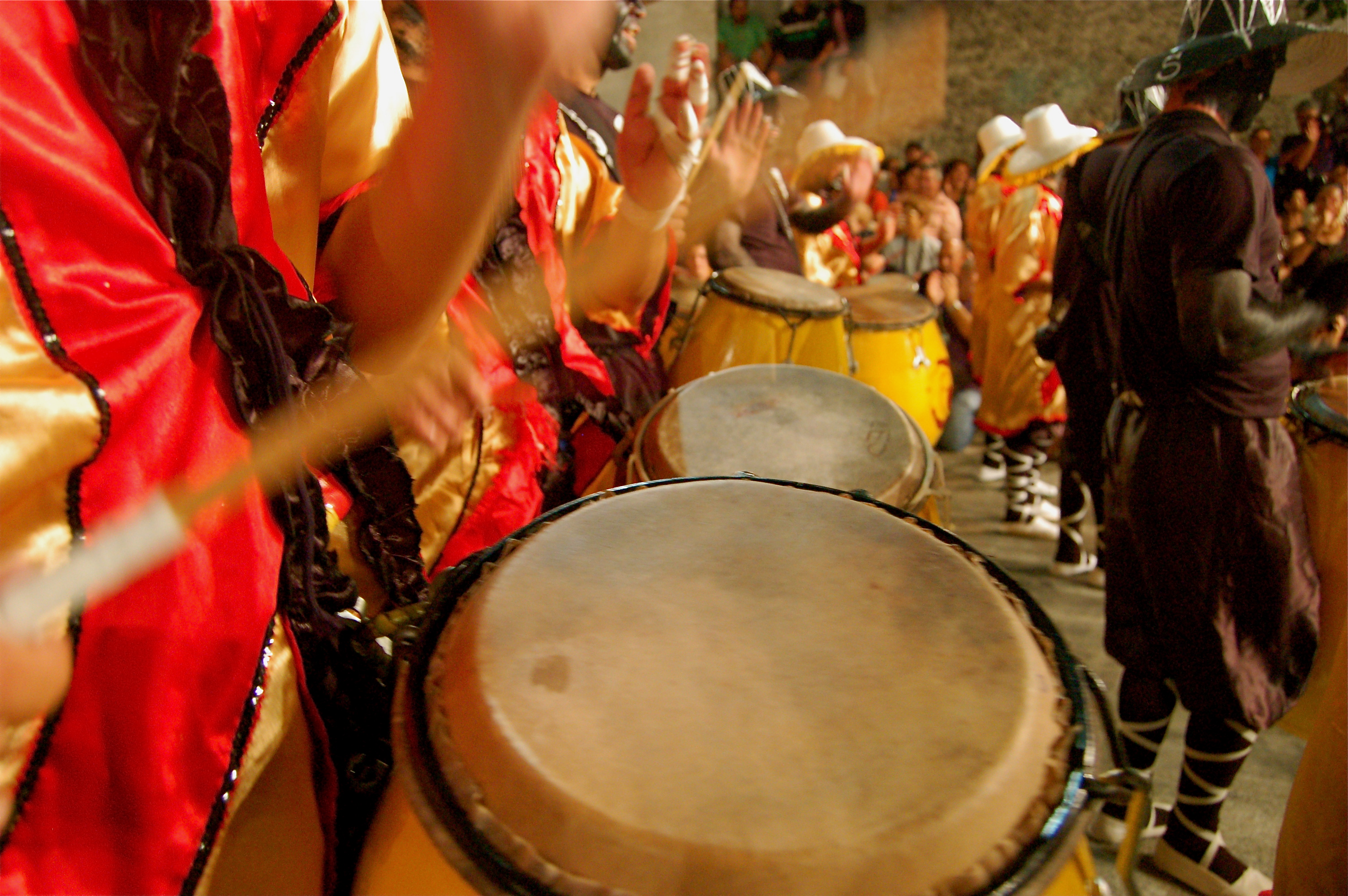
Las Llamadas, em Montevidéu

O candombe é uma dança com atabaques típica da América do Sul. Tem um papel significativo na cultura do Uruguai dos últimos duzentos anos. Foi reconhecido pela Organização das Nações Unidas para a Educação, a Ciência e a Cultura como Patrimônio Oral e Imaterial da Humanidade. É uma manifestação cultural originada a partir da chegada dos escravos da África ao continente sul-americano. Em menor medida, existem manifestações de candombe no Brasil e Argentina. Na Argentina, pode ser encontrado em Buenos Aires, Santa Fé, Paraná, Salta e Corrientes. No Brasil, ainda mantém seu caráter religioso: vemo-lo no Estado de Minas Gerais.
O candombe foi integrado pela UNESCO na lista representativa do Património Cultural Imaterial da Humanidade em 2009.

## História
O candombe teria surgido no Uruguai, ainda no século XVIII, a partir da mistura dos ritmos africanos trazidos ao Rio da Prata pelos escravos. A partir de 1750, com o início do tráfico de escravos para o Uruguai, então colônia espanhola, Montevidéu passou a receber levas contínuas de africanos de diversas regiões, sobretudo da África Oriental e África Equatorial. Tal afluxo de escravos fez com que, no início do século XIX, a população negra de Montevidéu excedesse os 50 por cento da população da cidade. 
O termo candombe, a princípio, referia-se genericamente às danças praticadas pelos negros no Uruguai. Com o tempo, passou a designar o ritmo musical, calcado sobretudo nos tambores - chamados de tangó ou tambó, nome também usado para designar o lugar onde realizavam suas candomberas e a própria dança. Essas manifestações culturais a céu aberto chegaram a ser reprimidas pelas autoridades no século XIX, e, por muito tempo, foram realizadas apenas em ambientes fechados, em clubes secretos organizados pelos africanos e afrodescendentes.  

## Descrição
O candombe, na atualidade, é executado por três tipos distintos de tambores - tambor piano, tambor chico e tambor repique -, que são denominados, em conjunto, como cuerda.  No Carnaval uruguaio, formam-se agrupamentos musicais chamados de comparsas, que saem às ruas acompanhados por multidões de dançarinos e populares. O cortejo é conduzido pelo escobero, em geral um jovem que tem a função de arauto; o mestre dos tambores é conhecido como gramillero, sempre acompanhado de sua mama vieja - uma mulher vestida de trajes coloridos e com um leque à mão. 
Na capital uruguaia Montevidéu, os bairros "Sur" e "Palermo" são conhecidos como berços do candombe, cada um com seu ritmo característico: o ritmo "Cuareim" no primeiro e o "Ansina" no segundo.

## Etimologia
"Candombe" é originário de termo quimbundo kandombe.